# Кирстен Прайс
Кирстен Прайс (англ. Kirsten Price, настоящее имя — Кэтрин Барретт (англ. Katherine Barrett), род. 13 ноября 1981 года) — американская модель и порноактриса.

## Биография

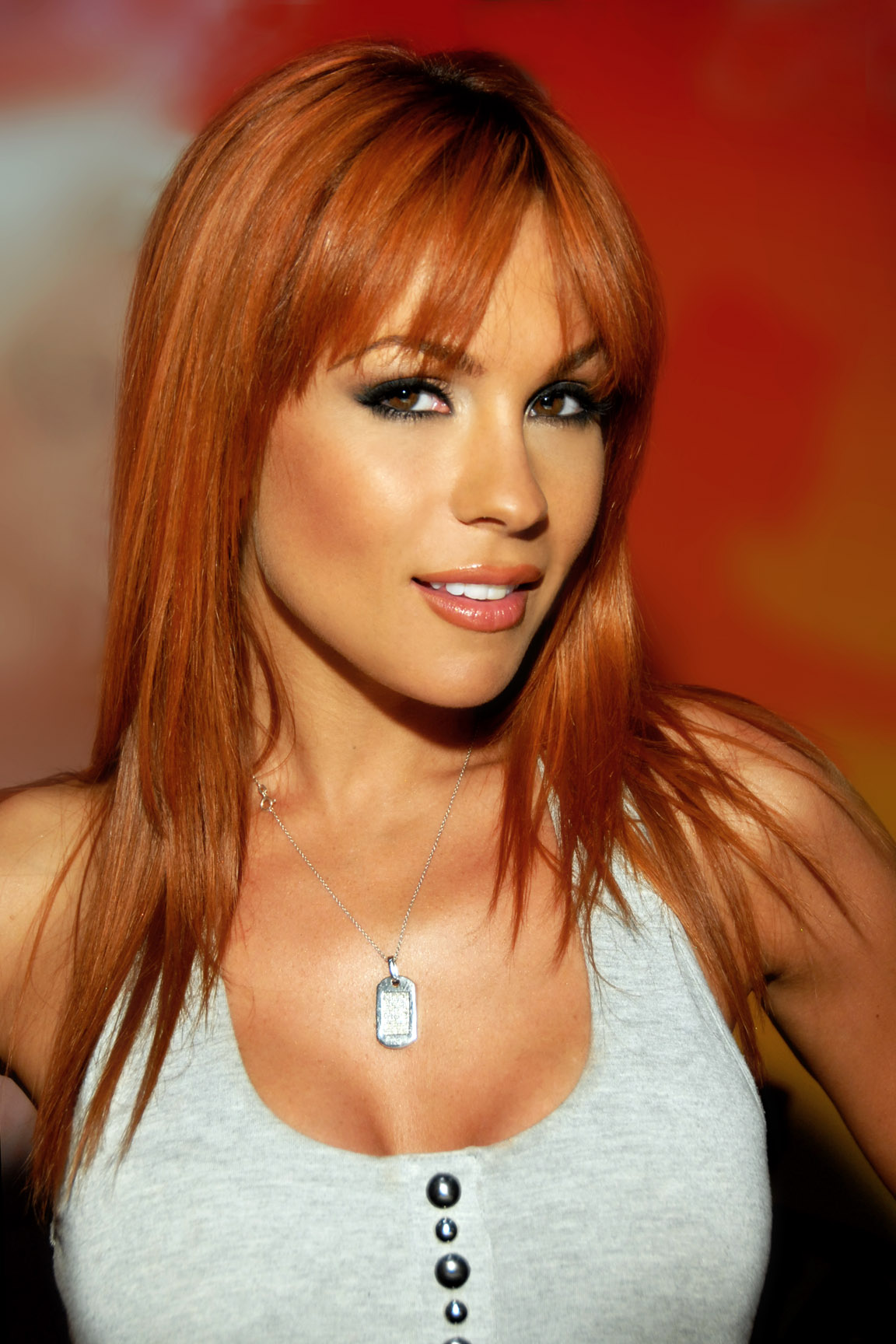
Кирстен Прайс на Exxotica 2010

Родилась в Провиденсе, Род-Айленд в семье с франко-итальянскими корнями. Детство провела в Массачусетсе. Позже она некоторое время жила в Нью-Йорке, где работала гоу-гоу танцовщицей и официанткой. В 2004 году участвовала в конкурсе красоты Miss Hawaiian Tropic. Училась в Колледже Фишера по специальности уголовное наказание. Также имеет лицензию косметолога.
Карьеру в секс-индустрии начала как стриптизёрша и эротическая модель. Свой псевдоним она выбрала сложив имя своей лучшей подруги Кирстен и слово Прайс, так как с детства мечтала работать моделью на передаче The Price Is Right. Её дебютными сценами в порноиндустрии стали Dressed для студии Sex for Original Sin Films и Wet Teens 7 для Simon Wolf Productions. В 2005 году она подписала контракт с Wicked Pictures.
В 2006 году Прайс стала победительницей первого сезона реалити-шоу My Bare Lady. В марте 2006 года она вместе с Джесси Джейн стали ведущими шоу на канале Playboy TV Night Calls, а позже Киртсен вела шоу The Bang. Она также сыграла небольшую роль в телесериале «Дурман».
В конце 2009 года Прайс сделала операцию по увеличению груди.
В 2010 году она вместе с Кайден Кросс и Дэйвом Аттелом стала ведущей церемонии награждения премии AVN Awards. В 2010 и 2011 годах она несколько раз участвовала в передаче канала G4TV «Rated A For Adult». Также работала репортёром с красной дорожки на каналах Playboy, Showtime и AVN Awards.

## Личная жизнь
Прайс вышла замуж за порноактёра Барретта Блэйда 9 октября 2004 года, однако в октябре 2007 года они развелись. С 19 июня 2013 года Кирстен замужем за известным порноактёром Кейраном Ли. У пары трое детей.
На 2015 год снялась в 209 порнофильмах.

## Премии и номинации
- 2007 — AVN Award в категории «Лучшая актриса второго плана» — Manhunters[12]
- 2007 — AVN Award в категории «Лучшая сцена группового секса — фильм» — FUCK (с Кармен Харт, Katsumi, Миа Смайлз, Эриком Мастерсоном, Крисом Кэнноном, Томми Ганном, Рэнди Спирсом)[12]
- 2010 — AVN Award — в категории «Лучшая сцена группового секса» — 2040[13]
- 2018 — введена в Зал славы AVN[14]